# Coppa Sudamericana 2008
La Coppa Sudamericana 2008 è stata la settima edizione del torneo. La manifestazione è stata vinta dall'Internacional nella doppia finale contro l'Estudiantes.

## Risultati

### Fase preliminare
| Squadra 1                | Totale | Squadra 2            | Andata | Ritorno |
| ------------------------ | ------ | -------------------- | ------ | ------- |
| River Plate              | 2–4    | Universidad Catolica | 2–0    | 0–4     |
| Unión Atlético Maracaibo | 2–4    | América de Cali      | 0–0    | 2–4     |
| Universitario            | 1–2    | Deportivo Quito      | 0–0    | 1–2     |
| Olimpia                  | 4–3    | Club Blooming        | 4–2    | 0–1     |

## Primo turno
| Squadra 1            | Totale        | Squadra 2        | Andata | Ritorno |
| -------------------- | ------------- | ---------------- | ------ | ------- |
| Defensor Sporting    | 5–4           | Libertad         | 2–1    | 3–3     |
| LDU Quito            | 5–4           | Bolívar          | 4–2    | 1–2     |
| América de Cali      | 2–1           | Deportivo Cali   | 2–0    | 0–1     |
| Ñublense             | 1–4           | Sport Áncash     | 1–0    | 0–4     |
| Universidad Católica | 6–2           | Olimpia          | 4–0    | 2–2     |
| Aragua               | 2–3           | Guadalajara      | 1–2    | 1–1     |
| San Luis             | 5–4           | Deportivo Quito  | 3–1    | 2–3     |
| Arsenal              | 6–1           | Motagua          | 4–0    | 2–1     |
| Independiente        | 3–3 (3–5 rig) | Estudiantes      | 2–1    | 1–2     |
| Argentinos Juniors   | 2–0           | San Lorenzo      | 0–0    | 2–0     |
| Atlético Paranaense  | 0–0 (4–3 rig) | São Paulo        | 0–0    | 0–0     |
| Internacional        | (a) 3–3       | Grêmio           | 1–1    | 2–2     |
| Vasco da Gama        | 3–4           | Palmeiras        | 3–1    | 0–3     |
| Botafogo             | 8–3           | Atlético Mineiro | 3–1    | 5–2     |

## Ottavi di finale
| Squadra 1            | Totale   | Squadra 2           | Andata | Ritorno |
| -------------------- | -------- | ------------------- | ------ | ------- |
| Boca Juniors         | 5–1      | LDU Quito           | 4–0    | 1–1     |
| América de Cali      | 2–3      | Botafogo            | 1–0    | 1–3     |
| San Luis             | 2–3      | Argentinos Juniors  | 2–1    | 0–2     |
| Guadalajara          | 6–5      | Atlético Paranaense | 2–2    | 4–3     |
| Defensor Sporting    | 2–4      | River Plate         | 1–2    | 1–2     |
| Sport Áncash         | 0–1      | Palmeiras           | 0–0    | 0–1     |
| Estudiantes          | 2–1      | Arsenal             | 2–1    | 0–0     |
| Universidad Católica | 1–1(gfc) | Internacional       | 1–1    | 0–0     |

## Quarti di finale
| Squadra 1     | Totale | Squadra 2          | Andata | Ritorno |
| ------------- | ------ | ------------------ | ------ | ------- |
| Internacional | 4–1    | Boca Juniors       | 2–0    | 2–1     |
| Estudiantes   | 4–2    | Botafogo           | 2–0    | 2–2     |
| Palmeiras     | 0–3    | Argentinos Juniors | 0–1    | 0–2     |
| River Plate   | 3–4    | Guadalajara        | 1–2    | 2–2     |

## Semifinali
| Squadra 1          | Totale | Squadra 2     | Andata | Ritorno |
| ------------------ | ------ | ------------- | ------ | ------- |
| Guadalajara        | 0–6    | Internacional | 0–2    | 0–4     |
| Argentinos Juniors | 1–2    | Estudiantes   | 1–1    | 0–1     |

## Finale
| Squadra 1   | Totale   | Squadra 2     | Andata | Ritorno  |
| ----------- | -------- | ------------- | ------ | -------- |
| Estudiantes | 1–2(dts) | Internacional | 0–1    | 1–1(dts) |

### Andata
| La Plata 2008                                     | Estudiantes | 0 – 1           | Internacional | Estadio Ciudad de La Plata |
| \| \| \| \| \| \| Marcatori \| 34’ (rig.) Alex \| |             |                 |               |                            |
|                                                   |             |                 |               |                            |
|                                                   | Marcatori   | 34’ (rig.) Alex |               |                            |

### Ritorno
| Porto Alegre 2008                                        | Internacional | 1 – 1 (d.t.s.) | Estudiantes | Stadio Beira-Rio |
| \| \| \| \| \| Nilmar 118’ \| Marcatori \| 66’ Alayes \| |               |                |             |                  |
|                                                          |               |                |             |                  |
| Nilmar 118’                                              | Marcatori     | 66’ Alayes     |             |                  |

## Classifica marcatori
| Pos | Giocatore         | Squadra            | Gol |
| --- | ----------------- | ------------------ | --- |
| 1°  | Alex              | Internacional      | 5   |
| 2°  | Nilmar            | Internacional      | 5   |
| 3°  | Carlos Alberto    | Botafogo           | 4   |
| 4°  | Marco Lazaga      | Olimpia            | 4   |
| 5°  | Mauro Boselli     | Estudiantes (LP)   | 4   |
| 6°  | Nicolás Pavlovich | Argentinos Juniors | 4   |